# Trofarello
Trofarello é uma comuna italiana da região do Piemonte, província de Turim, com cerca de 11.050 30 de setembro de 2004 habitantes. Estende-se por uma área de 12,32 km², tendo uma densidade populacional de 896,91 hab/km². Faz fronteira com Pecetto Torinese, Moncalieri, Cambiano, Santena.

## Demografia
| Variação demográfica do município entre 1861 e 2011                               |
|                                                                                   |
| Fonte: Istituto Nazionale di Statistica (ISTAT) - Elaboração gráfica da Wikipedia |